# Денем-Спрінгс (Луїзіана)
Денем-Спрінгс (англ. Denham Springs) — місто (англ. city) в США, в окрузі Лівінґстон штату Луїзіана. Населення — 9286 осіб (2020).

## Географія
Денем-Спрінгс розташований за координатами 30°28′28″ пн. ш. 90°57′32″ зх. д. / 30.47444° пн. ш. 90.95889° зх. д. (30.474329, -90.959027).  За даними Бюро перепису населення США в 2010 році місто мало площу 19,05 км², з яких 18,89 км² — суходіл та 0,16 км² — водойми.

## Демографія
Згідно з переписом 2010 року, у місті мешкало 10 215 осіб у 4000 домогосподарствах у складі 2772 родин. Густота населення становила 536 осіб/км².  Було 4241 помешкання (223/км²).
Расовий склад населення:
| - 81,3 % — білих - 14,9 % — чорних або афроамериканців - 0,5 % — азіатів - 0,4 % — корінних американців - 1,6 % — осіб інших рас |

До двох чи більше рас належало 1,2 %. Частка іспаномовних становила 4,1 % від усіх жителів.
За віковим діапазоном населення розподілялося таким чином: 25,5 % — особи молодші 18 років, 61,8 % — особи у віці 18—64 років, 12,7 % — особи у віці 65 років та старші. Медіана віку мешканця становила 36,4 року. На 100 осіб жіночої статі у місті припадало 89,1 чоловіків;  на 100 жінок у віці від 18 років та старших — 85,3 чоловіків також старших 18 років.
Середній дохід на одне домашнє господарство  становив 58 645 доларів США (медіана — 49 498), а середній дохід на одну сім'ю — 70 392 долари (медіана — 62 598). Медіана доходів становила 47 188 доларів для чоловіків та 32 752 долари для жінок. За межею бідності перебувало 17,8 % осіб, у тому числі 24,3 % дітей у віці до 18 років та 10,7 % осіб у віці 65 років та старших.
Цивільне працевлаштоване населення становило 4874 особи. Основні галузі зайнятості: освіта, охорона здоров'я та соціальна допомога — 18,6 %, роздрібна торгівля — 15,8 %, науковці, спеціалісти, менеджери — 13,0 %, будівництво — 11,4 %.